# Émile-Louis Burnouf
Pour les articles homonymes, voir Burnouf.

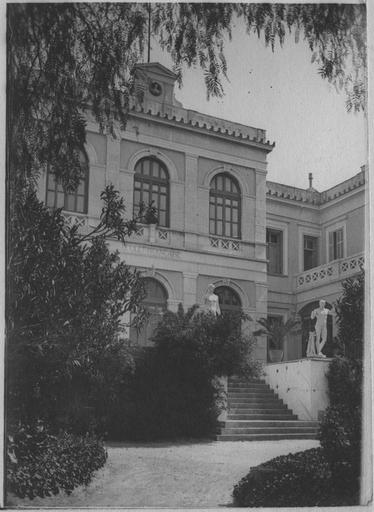
Le grand perron de l'École française d'Athènes, en 1918

Émile-Louis Burnouf (Louis Émile à l'état-civil), né à Valognes dans le département de la Manche le 26 août 1821
et mort à Paris le 15 janvier 1907, est un archéologue, indologue, sanskritiste, helléniste et latiniste français, et co-auteur d'un dictionnaire sanskrit-français (1863).

## Biographie
Émile Burnouf est le fils de Charles Burnouf (1787-1859), huissier à Valognes, rue Bourgneuf, et d'Aimée Félicité Lévêque, son épouse. Il est le neveu du philologue Jean-Louis Burnouf (1775-1844) et le cousin germain du linguiste et indologue Eugène Burnouf (1801-1852).
Il fait ses études au collège de Valognes, puis à Paris, au lycée Saint-Louis, avant d'entrer à l'École normale en 1841. Agrégé de philosophie en 1845, il intègre  l'École française d'Athènes en 1846. Au cours de ce séjour d'étude en Grèce (1847-1850) il réalise des croquis et le carnet relatant un voyage qui le mène d'Athènes à Corinthe. En 1850, il soutient une thèse sur les Principes de l'art d'après Platon et une thèse latine sur le culte de Neptune, devenant ainsi docteur ès Lettres.
Il obtient la chaire de littérature ancienne à la faculté de lettres de Nancy (1854-1867), période durant laquelle il reçoit la Légion d'Honneur (1862). Il succède ensuite à Amédée Daveluy à la direction de l'École française d'Athènes (1867-1875) : il y supervise la construction et l'aménagement de la nouvelle école, inaugurée en 1872. Parallèlement à cette activité, il mène des fouilles à Santorin dont il rapporte des dessins et des planches.

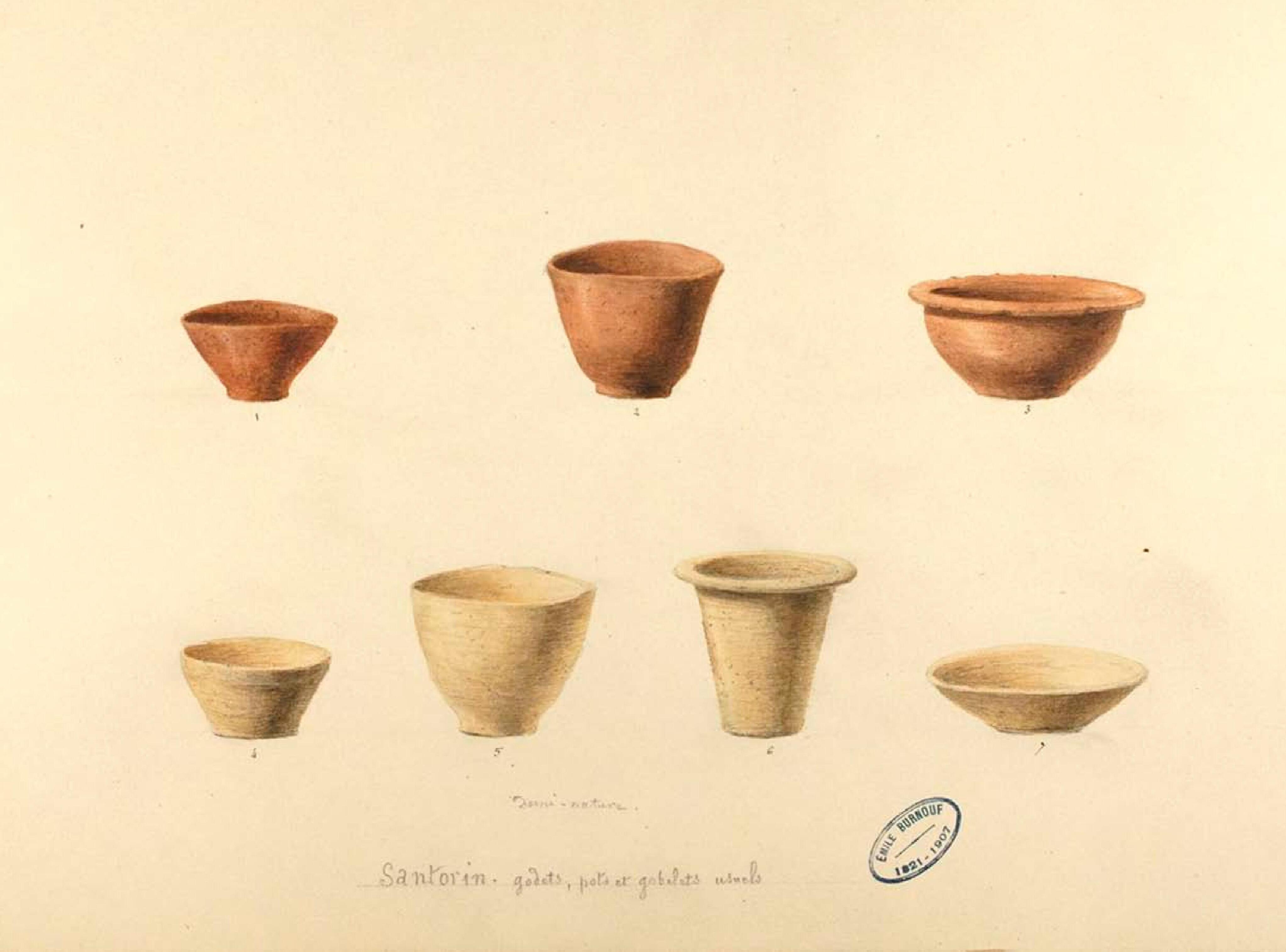
Santorin. Godets, pots et gobelets usuels

En 1875, il est nommé à la faculté des lettres de Bordeaux, à un poste inférieur, qu'il refuse,, et prend sa retraite en juillet 1877. Cette même année, il fait l'acquisition par adjudication d'un terrain communal de la ville de Paris, situé rue d'Alésia et rue de la Saône, en marge du village d'Orléans. Il poursuit ensuite des études classiques et orientales. En 1878, il participe avec Heinrich Schliemann à des fouilles sur le site d'Hissarlik, identifiée comme étant la cité antique de Troie.
Émile Burnouf meurt le 15 janvier 1907 dans sa maison du 34, rue d'Alésia à Paris (14e).
Il est l’auteur, avec François Étienne Leloup de Cheray, d’un dictionnaire sanskrit-français, paru en 1863, dont la graphie en devanāgarī est toujours utilisée par l’Imprimerie nationale.

## Hommages
Des documents du fonds Émile Burnouf conservés à la bibliothèque universitaire Lettres et Sciences humaines de Nancy ont été prêtés à l'occasion de plusieurs expositions :
En 2014, pour l'exposition intitulée "La Grèce des origines" au musée d'Archéologie nationale de Saint-Germain-en-Laye
En 2019, pour l'exposition "Homère" au musée du Louvre/Lens.
En 2022, pour l'exposition "Paris-Athènes. Naissance de la Grèce moderne 1675-1919".
En 2023  pour l'exposition "Égypte, éternelle passion" au Musée royal de Mariemont.
En 2023, à l'occasion du cent-cinquantenaire de l'École française d'Athènes, les bibliothèques universitaires de Lorraine organisent la première exposition du fonds Burnouf intitulée "Explorer la Grèce antique. Émile Burnouf et l'École française d'Athènes". Les panneaux sont ensuite mis à disposition à la ville de Valognes pour les journées du Patrimoine 2024.

## Ouvrages choisis
- Des principes de l'art d'après la méthode et les doctrines de Platon (1850)
- Méthode pour étudier la langue sanskrite (1859)
- La Bhagavad-Gîtâ, ou le Chant du Bienheureux, poème indien (1861)
- Dictionnaire classique sanscrit-français, contenant le dêvanâgari, sa transcription européenne, l'interprétation, les racines (1863)
- Histoire de la littérature grecque (2 volumes, 1869)
- La Légende athénienne (1872)
- La Mythologie japonaise (1875)
- La Ville et l'Acropole d'Athènes aux diverses époques (1877)
- Le Catholicisme contemporain (1879)
- Mémoires sur l'Antiquité (1879)
- La Science des religions (1885)
- La Vie et la pensée (1886)